# برادلي كوبر (سياسي)
برادلي كوبر (بالإنجليزية: Bradley Cooper) هو منافس ألعاب قوى وسياسي باهاماسي، ولد في 30 يونيو 1957. انتخب عضواً بمجلس النواب في جزر البهاما.

## وصلات خارجية
- برادلي كوبر على موقع الاتحاد الدولي لألعاب القوى (الإنجليزية)
- برادلي كوبر على موقع اللجنة الأولمبية الدولية (الإنجليزية)
- برادلي كوبر على موقع أوليمبيديا (الإنجليزية)